# Parque nacional Vicente Pérez Rosales
El parque nacional Vicente Pérez Rosales es un área protegida enmarcada por la cordillera de los Andes, y ubicada en la provincia de Llanquihue (región de Los Lagos), en la zona sur de Chile. Fue creado en 1926 en honor al destacado hombre público Vicente Pérez Rosales, siendo el parque nacional chileno más antiguo y el segundo más antiguo de Sudamérica. Tiene una extensión de 253 780 ha y altitudes que van desde los 50 a los 3491 m s. n. m. Su entrada occidental es cercana a la localidad de Ensenada, a 72 km al noreste de Puerto Montt y a 64 km de Puerto Varas. 
Dentro del parque se encuentran las pequeñas localidades de Petrohué y Peulla. Forma parte de la reserva de la biosfera Bosques Templados Lluviosos de los Andes Australes.

## Descripciones
Respecto a la flora de Chile presente en el parque, este  contiene extensiones de selva virgen caracterizado por grandes extensiones cubiertas de árboles nativos como coigues, ulmos, olivillos y arrayanes.
El parque es fronterizo con Argentina, y dentro de su extensión se ubica el lago Todos los Santos. El lago impacta por el particular color verde esmeralda de sus aguas, así como por estar rodeado de tres imponentes volcanes nevados, que también pertenecen al parque: el volcán Osorno, el volcán Puntiagudo y el cerro Tronador.
En su interior se encuentra el río Petrohué, conocido por los saltos del mismo nombre, donde el torrente del río se desliza sobre grandes piedras. En el lugar se encuentran demarcados diversos senderos para caminatas que se internan en el bosque nativo.

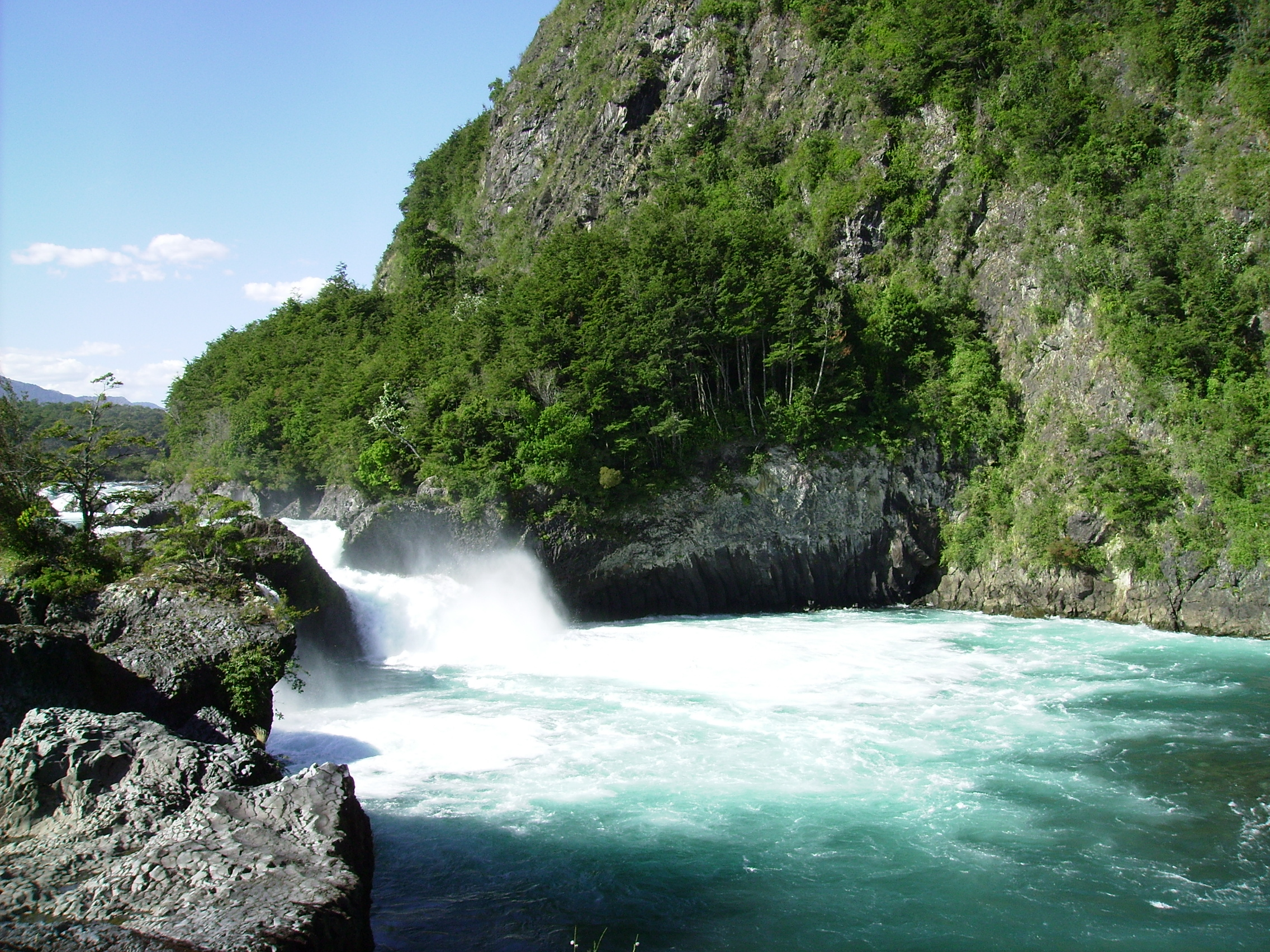
Parque nacional Vicente Pérez Rosales, Saltos del Petrohue.Se observa el color turquesa del agua y la hermosa vegetación del lugar, la que logra crecer incluso sobre las rocas de la montaña adyacente

El lago Todos los Santos fue descubierto por los jesuitas que habitaban la isla grande de Chiloé, quienes buscaban una ruta hacia la pampa con el objeto de instalar allí una misión. La expedición partió desde el mar, internándose por el seno de Reloncaví hacia Ralún, descubriendo posteriormente el lago que cruzaron siguiendo hacia el oriente por lo que hoy es el paso internacional Pérez Rosales. Los jesuitas continuaron haciendo esta ruta hasta que abandonaron su misión de Nahuel Huapi en 1718, pasando el lago al olvido. El lago fue redescubierto a mediados del siglo XIX cuando expedicionarios subieron el volcán Osorno, avistando el lago hacia el oriente.

### Clima
La Dirección Meteorológica de Chile publicó un resumen climático para la región de Los Lagos. Las precipitaciones anuales en la zona de Petrohué (lat 41°08'S), a una elevación de 700 m s. n. m. es alrededor de 4000 mm. Las corrientes de aire que son de oeste a este, y al ser elevadas sobre las montañas liberan las precipitaciones. Los meses de mayores precipitaciones son junio, julio y agosto, y los de menores precipitaciones enero, febrero y marzo. El promedio de temperatura anual es de 11,5 °C. Sobre los 1000 m s. n. m. la nieve se mantiene durante todo el año. Durante los meses de verano las temperaturas máximas rondan los 25 °C.

## Vías de acceso
Se accede al parque por la ruta CH-225 desde Puerto Varas hasta Ensenada y Petrohué, con una distancia de 64 km hasta este último punto, la ruta se encuentra asfaltada hasta poco después de los saltos de Petrohué, posteriormente es de ripio en buen estado hasta llegar al lago Todos Los Santos. Luego de atravesar ese lago (20 millas náuticas) hasta Peulla, prosigue un camino ripiado de 25 km hasta la frontera con Argentina.

## Visitantes

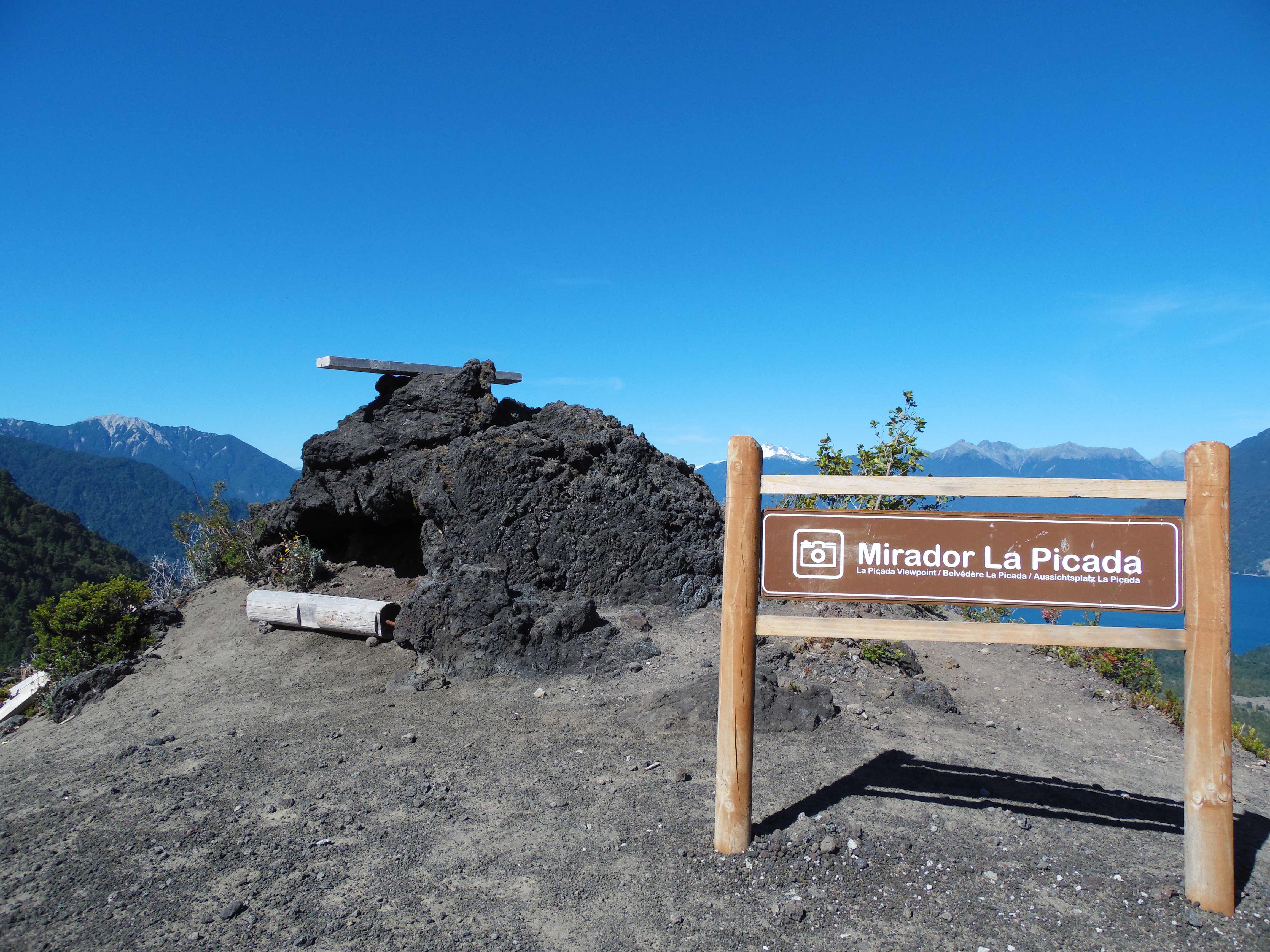
Mirador para visitantes.

Este parque recibe una gran cantidad de visitantes chilenos y extranjeros cada año.
| Año         | 2012    | 2013    | 2014    | 2015    | 2016    | 2017    | 2018    | 2019    | 2020    | 2021    | 2022    | 2023    | 2024    |
| ----------- | ------- | ------- | ------- | ------- | ------- | ------- | ------- | ------- | ------- | ------- | ------- | ------- | ------- |
| chilenos    | 252 983 | 298 254 | 314 420 | 348 228 | 387 760 | 387 411 | 401 321 | 461 659 | 237 526 | 359 639 | 525 305 | 541 093 | 422 938 |
| extranjeros | 79 351  | 88 033  | 101 205 | 120 295 | 158 651 | 149 796 | 151 239 | 176 809 | 70 317  | 6 195   | 29 237  | 78 735  | 14 2727 |
| Total       | 332 334 | 386 287 | 415 625 | 468 523 | 546 411 | 537 207 | 552 560 | 638 468 | 307 843 | 365 834 | 554 542 | 619 828 | 565 665 |

## Protección del subsuelo
El parque nacional Vicente Pérez Rosales cuenta con una protección de su subsuelo como lugar de interés científico para efectos mineros, según lo establece el artículo 17 del Código de Minería. Estas labores sólo pueden ser ejecutadas mediante un permiso escrito por el presidente de la República y firmado además por el ministro de Minería.
La condición de lugar de interés científico para efectos mineros fue establecida mediante Decreto Supremo N°369 de 7 de marzo de 1994 y publicado el 4 de mayo de 1994. que fija el polígono de protección.